# Shibui
Shibui (渋い) (adjetivo), shibumi (渋み) (sustantivo subjetivo) o shibusa (渋さ) (sustantivo objetivo) son palabras japonesas que hacen referencia a una estética particular de belleza simple, sutil y discreta.  Al igual que otros términos estéticos japoneses, como iki y wabi-sabi, shibui puede aplicarse a una amplia variedad de temas, no solo al arte o la moda. 
Shibusa es una apariencia o experiencia enriquecida y sobria de calidad intrínsecamente fina con economía de forma, línea y esfuerzo, produciendo una tranquilidad atemporal: tiene las siguientes cualidades esenciales:
- Los objetos Shibui parecen simples en general, pero incluyen detalles sutiles, como texturas, que equilibran la simplicidad con la complejidad.
- Este equilibrio de simplicidad y complejidad garantiza que uno no se canse de un objeto shibui, sino que encuentre constantemente nuevos significados y una belleza enriquecida que hacen que su valor estético crezca con el paso de los años. [4]
- Shibusa camina por una delgada línea entre conceptos estéticos contrastantes como elegante y rudo o espontáneo y sobrio. [5]

El color se da más a la meditación que al espectáculo. Los colores tenues, matizados por tonos grises, crean un efecto plateado. En la decoración y pintura de interiores, se agrega gris a los colores primarios para crear un efecto plateado que une diferentes colores en un esquema coordinado. Dependiendo de la cantidad de gris que se agregue, los colores del shibui varían desde pasteles a oscuros. Se prefieren el marrón, el negro y el blanco suave. Los monocromos tranquilos y el diseño sobrio y discreto aportan una serenidad sombría con un toque de brillo. De vez en cuando se añade un toque de color brillante para resaltarlo.

## Definición

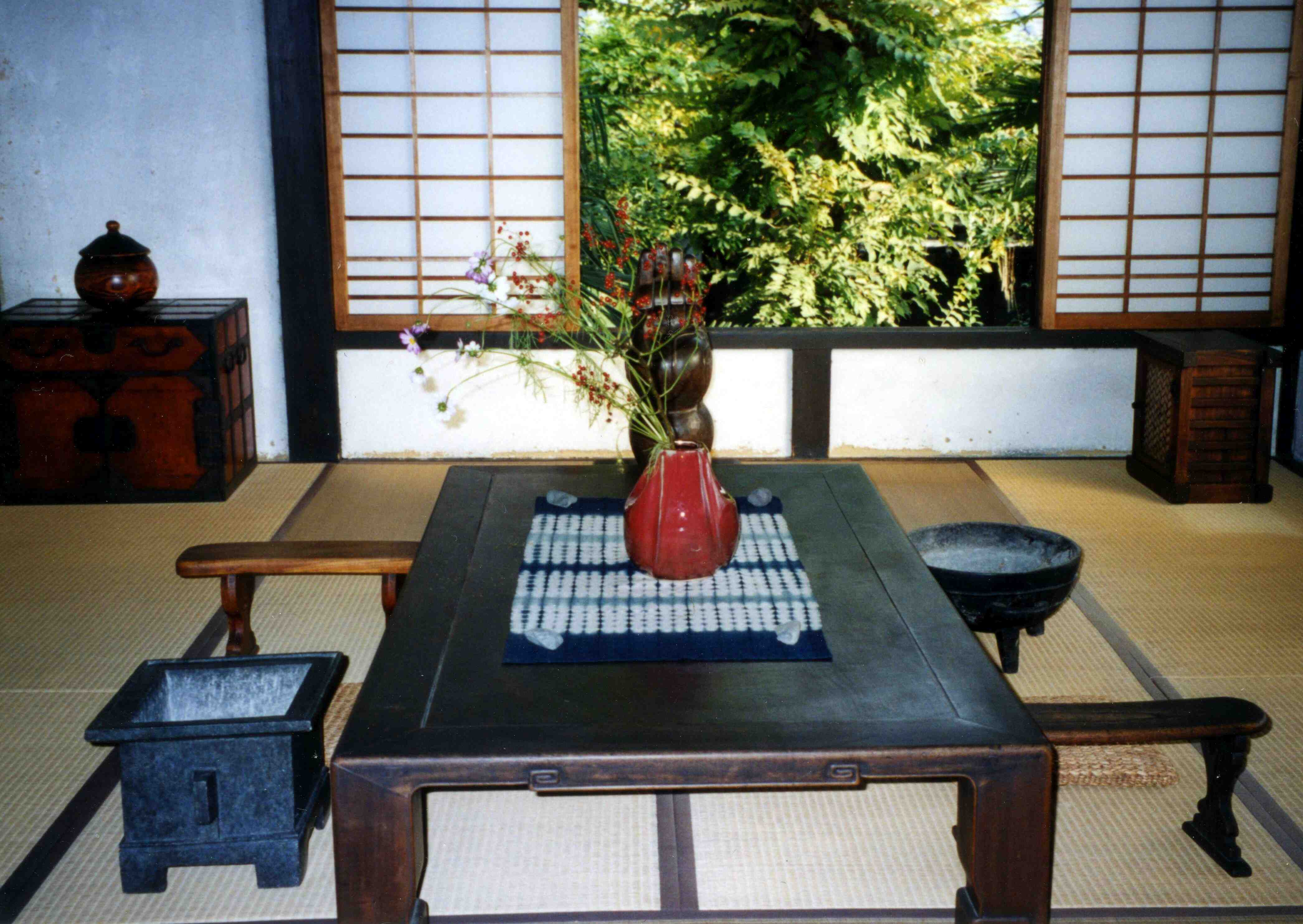
Interior Shibui de la casa de Kawai Kanjirō en Kioto

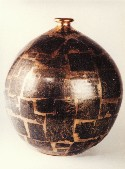
Jarrón de pan de oro y esmalte de hierro "Shibusa Implicity", Dorothy Bearnson, 1983

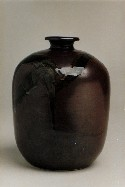
Jarrón de hierro esmaltado "Shibusa Modesty", Dorothy Bearnson, 1988

Shibusa no debe confundirse con wabi o sabi. Aunque muchos objetos wabi o sabi son shibui, no todos los objetos shibui son wabi o sabi. Los objetos wabi o sabi pueden ser más severos y a veces exagerar las imperfecciones intencionalmente hasta tal punto que pueden parecer artificiales. Los objetos Shibui no son necesariamente imperfectos o asimétricos, aunque pueden incluir estas cualidades.
Los siete elementos del shibusa son la sencillez, la implicidad, la modestia, la naturalidad, la cotidianidad, la imperfección y el silencio. Son una adaptación de los conceptos escritos por Yanagi Sōetsu (1898-1961), esteticista y curador del Museo japonés de artesanía popular (日本民藝館), publicados en la revista japonesa Noticias de artesanía (工芸ニュース) entre 1930 y 1940, así como en una entrevista en 1960. La simplicidad aristocrática del shibusa es la expresión refinada de la esencia de los elementos en una experiencia estética que produce quietud. La elegancia sobria se evidencia en una serenidad oscura con un toque de brillo. El significado intríseco (implícito) permite que la profundidad del sentimiento sea visible a través de un diseño de superficie sobrio, manifestando así el núcleo invisible que ofrece nuevos significados con cada encuentro. La persona de modestia shibui exalta la excelencia al tomarse el tiempo para aprender, observar, leer, comprender, desarrollarse, pensar y se funde con la subestimación y el silencio sobre sí misma. La naturalidad transmite espontaneidad en un crecimiento no forzado. La libertad de Shibusa se mantiene en una saludable rugosidad de textura y una forma asimétrica irregular en donde el centro se encuentra más allá de todas las cosas particulares, en el infinito. La cotidianidad eleva las cosas ordinarias a un lugar de honor, vacías de toda propiedad artificial e innecesaria, impartiendo así alegría espiritual, porque hoy es más auspicioso que mañana. Lo cotidiano proporciona un marco, una tradición para que la obra de un artista sea una unidad y no un proceso. Hiroshi Mizuo sostiene que los mejores ejemplos de shibusa se encuentran en las artesanías, objetos ordinarios hechos para el uso cotidiano. Suelen ser más espontáneas y saludables que muchas de las bellas artes. La imperfección se ilustra en la novela gótica de Nathaniel Hawthorne, El fauno de mármol. En el capítulo “Una compañía estética” se mencionan algunos dibujos antiguos descuidados y en mal estado y sus atribuciones y virtudes:
"The aroma and fragrance of new thought were perceptible in these designs, after three centuries of wear and tear. The charm lay partly in their very imperfection; for this is suggestive and sets the imagination at work." [En estos diseños se percibía el aroma y la fragancia de un nuevo pensamiento, después de tres siglos de uso y desgaste. El encanto residía en parte en su imperfección, pues ésta resulta sugerente y pone a trabajar la imaginación]
 Yanagi Sōetsu, en El artesano desconocido, se refiere a la imperfección en el shibusa como "belleza con implicaciones internas".  Crear aquí significa hacer una pieza que lleve al espectador a extraer belleza de ella para sí mismo. La belleza del Shibui en la ceremonia del té reside en el arte del espectador.
El santuario de silencio de Shibusa es el no dualismo: la resolución de los opuestos. Su fundamento es la intuición unida a la fe y a la belleza, revelando fases de verdad y el culto y reverencia por la vida.
En el libro Iberia de James A. Michener se hace referencia al adjetivo shibui de la siguiente manera: "Los japoneses tienen una palabra que resume todo lo mejor de la vida japonesa, pero no tiene explicación ni puede traducirse. Es la palabra shibui, y la mejor aproximación a su significado es 'buen gusto ácido'". El autor Trevanian (el seudónimo del Dr. Rodney William Whitaker) escribió en su novela superventas de 1979, Shibumi, "Shibumi tiene que ver con un gran refinamiento subyacente a las apariencias comunes". En la fábula empresarial The Shibumi Strategy, el autor, Matthew E. May, escribió que shibumi "ha llegado a denotar aquellas cosas que exhiben en paradoja y a la vez lo mejor de todo y de nada: simplicidad elegante. Eficacia sin esfuerzo. Excelencia discreta. Hermosa imperfección".
Shibui es un registro o “sensación sentida” de perfección en evolución. Lo que se registra es la “vida” detrás de las cualidades de cualquier experiencia. Una percepción de cualidades, tales como la belleza tranquila, que se pueden registrar más fácilmente cuando se observan fenómenos u objetos simples, naturales y cotidianos, como un amanecer o una sencilla pieza de cerámica. A veces, el shibui puede ser registrado más fácilmente por dos personas en un estado meditativo (tranquilos en sus emociones y mentes) mientras observan el mismo fenómeno u objeto. Por ejemplo, al contemplar la misma puesta de sol o una misma obra de arte, inconscientemente ambas personas registran las cualidades de la vida o la implicidad subyacente a la experiencia o al objeto; este registro de la vida subyacente se precipita en el consciente como el registro de algo extraordinario en lo ordinario de todos los días. Si ambos se registran y luego miran a los ojos de la otra persona, comprenden que ambos comparten el mismo fenómeno, un conocimiento de la vida subyacente, o al menos de las cualidades de esa vida subyacente. Las cualidades registradas pueden parecer paradójicas. Las experiencias o los objetos complejos parecen simples; la perfección se encuentra en la imperfección. Todos los objetos y experiencias, tanto cotidianos como extraordinarios, pueden tener una belleza, una intención tranquila y decidida, una alegría subyacente fría y objetiva.
Los alfareros, músicos, pintores, bonsáis y otros artistas suelen trabajar para incorporar cualidades similares a las del shibui a su arte. Algunos van más allá de estas cualidades para aportar la "vida" subyacente a su arte. A menudo se dice que cantantes, actores, alfareros y artistas de todo tipo expertos son shibui; ya que su pericia les permite hacer cosas de forma hermosa sin que resulten excesivas ni llamativas. Tomar el camino para comprender y experimentar el shibui es un paso hacia la comprensión y el registro consciente de la vida subyacente a todo.

## Historia del término

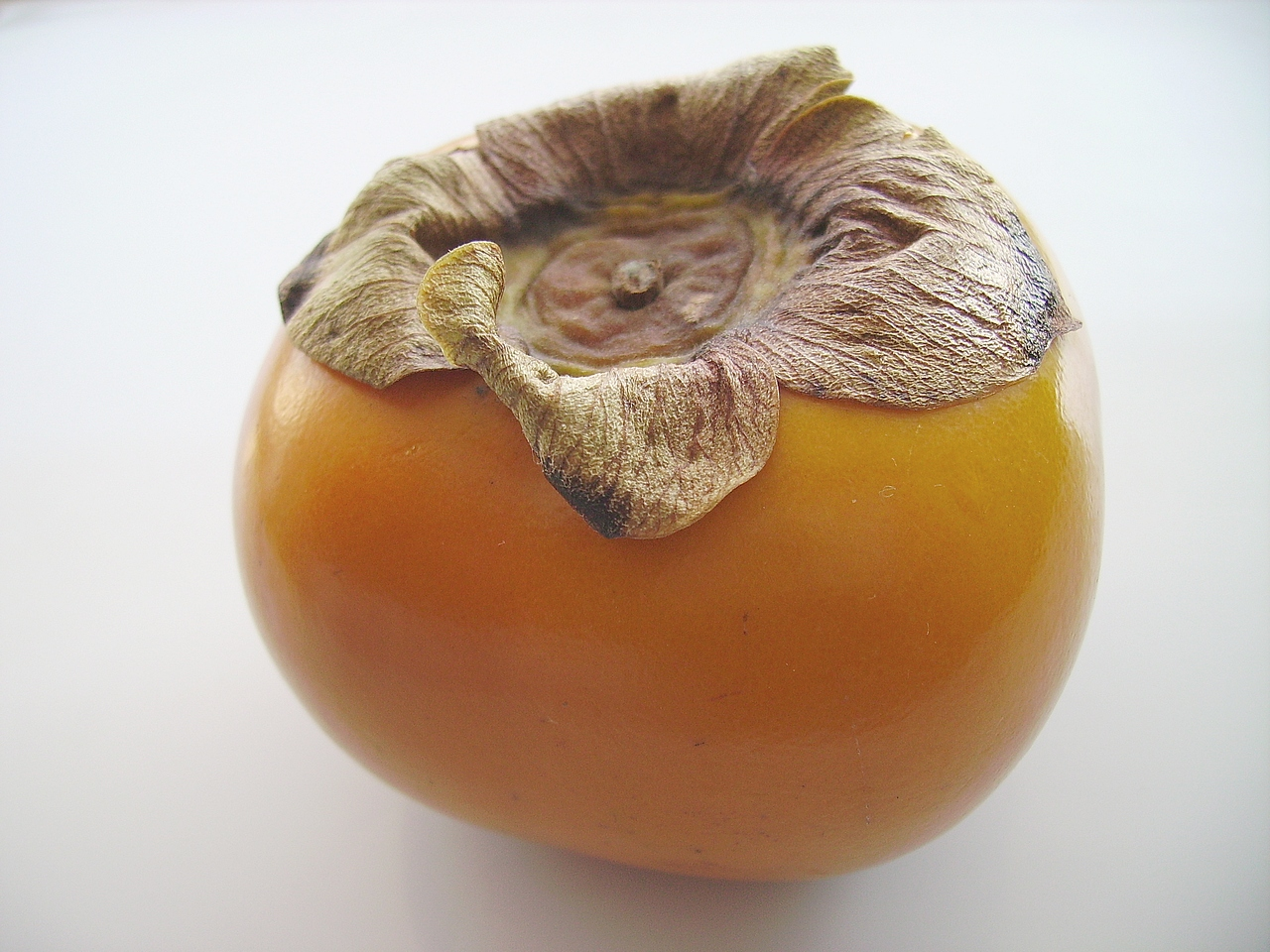
Un Shibui casi maduro, fruto del Diospyros kaki

El término, que tiene su origen en el período Muromachi (1336-1573) como shibushi, originalmente se refería a un sabor agrio o astringente, como el de un caqui verde.  Shibui aún mantiene este significado literal y sigue siendo el antónimo de amai (甘い), que significa "dulce".
El Imperio japonés jugó un papel especial en la configuración del estilo Shibusa. Mientras que los gobernantes militares del shogunato exhibían su poder a través del esplendor y la magnificencia, la familia imperial demostraba su derecho al poder a través de la moderación noble. Un ejemplo de esto es el Santuario de Ise. Su método de construcción especial, Shinmei-zukuri (神明造), utiliza madera cepillada pero sin tratar para construir paredes simples y un frontón recto con una cumbrera de techo recta. Los aleros están sostenidos por unos pilares exteriores. En general, el diseño lineal produce una impresión simple y contrasta marcadamente con las formas curvas chinas importadas más tarde.  Dado que el gobierno de la familia imperial estaba legitimado por su relación con los dioses japoneses, para ellos era importante mantener santuarios como el Santuario de Ise libres de la influencia china. Además, el trono no siempre disponía de recursos financieros suficientes para adaptarse a los últimos estilos extravagantes; Así que hicieron de la necesidad virtud y se aferraron a las formas simples y tradicionales.

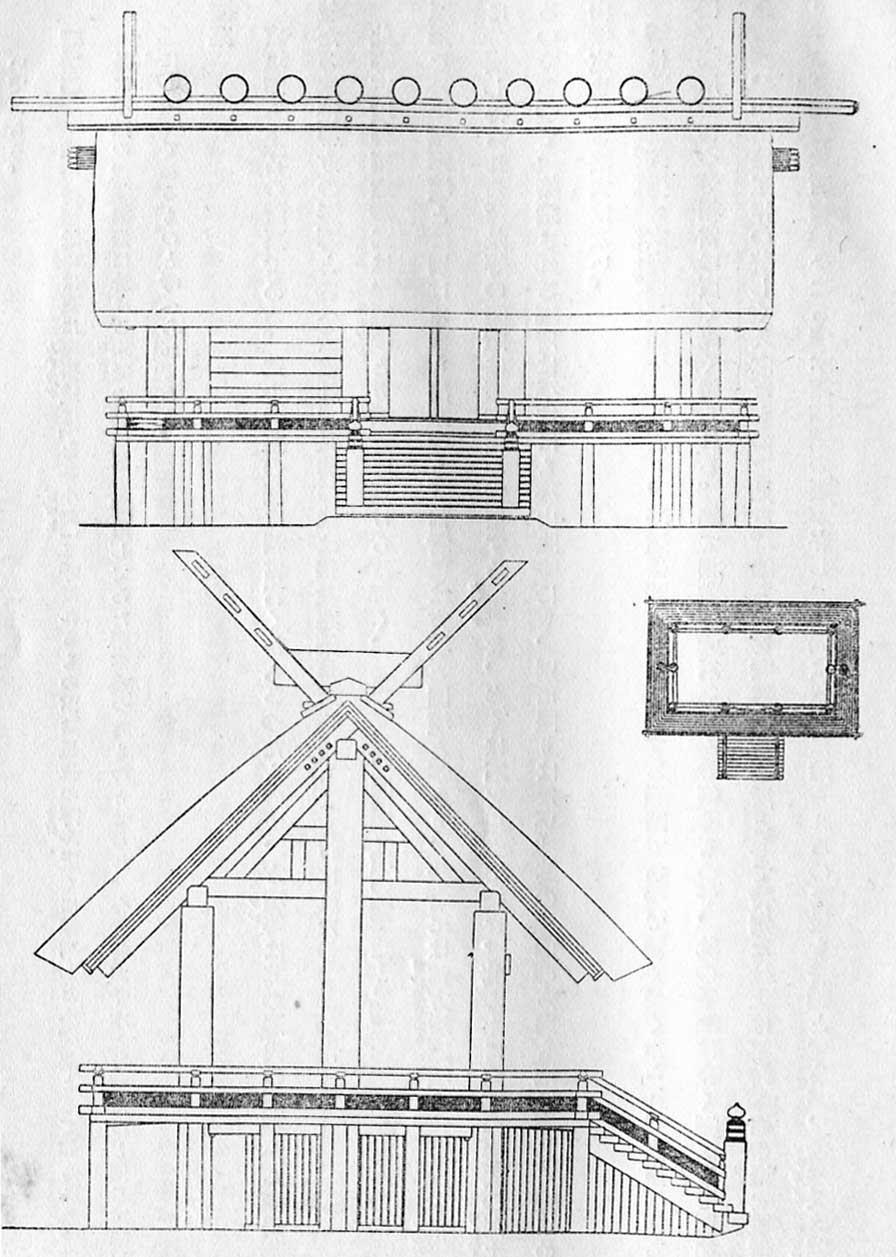
Construcción de parte del Santuario de Ise

Sin embargo, a principios del período Edo (1615-1868), el término comenzó gradualmente a referirse a una estética agradable. La gente de Edo expresó sus gustos al usar este término para referirse a cualquier cosa, desde una canción hasta la moda o la artesanía, que fuera bella por ser discreta o por ser precisamente lo que se suponía que debía ser y sin demasiadas elaboraciones. Esencialmente, el ideal estético del shibumi busca eventos, actuaciones, personas u objetos que sean bellos de una manera directa y simple, sin ser llamativos.
El artesano desconocido, una selección de la obra del crítico de arte Yanagi Sōetsu traducida por el alfarero Bernard Leach, analiza el shibumi. 
El concepto de shibui fue introducido en Occidente en los números de agosto y septiembre de 1960 de la revista estadounidense House Beautiful, editados por Elizabeth Gordon, subtitulados "Descubre el shibui, la palabra para el más alto nivel en belleza" y "Cómo ser shibui con cosas estadounidenses", respectivamente.